# Mont Lyell (Californie)
Pour le mont homonyme au Canada, voir Mont Lyell.
Le mont Lyell (3 997 m) est le point culminant du parc national de Yosemite, dans la sierra Nevada (Californie, États-Unis). Il se trouve au sud-est de la Cathedral Range et à 1,9 km au nord-ouest du pic Rodgers. Il porte le nom de Charles Lyell, un géologue du XIXe siècle. Le mont abrite le plus grand glacier du Yosemite, le glacier Lyell, qui s'étend sur 65 hectares.
Le mont Lyell est à la charnière de plusieurs bassins hydrographiques : au nord, celui de la Tuolumne, à l'ouest celui de la Merced.